# Rudolf 2. (Tysk-romerske rige)
Rudolf 2. (født 18. juli 1552, død 20. januar 1612) blev tysk-romersk kejser i 1576 efter Maximilian 2.
Han havde i nogle år været konge af Ungarn og Böhmen. Kejseren var mere interesseret i videnskab end i politik, og han var vært for Tycho Brahe og Johannes Kepler, der arbejdede ved hoffet i Prag.